# Axel Thayssen
Axel Thayssen (22. februar 1885 i Sorø - 31. januar 1952 i Gentofte) var en dansk tennisspiller medlem af B.93.
Axel Thayssen vandt i perioden 1909-1917 det danske mesterskaber i herredouble seks gange  
Han deltog ved OL i 1912 i Stockholm og stillede både op i single og herredouble med Aage Madsen.